# کیانو (فیلم)
کیانو (به انگلیسی: Keanu) یک فیلم کمدی اکشن است که در سال ۲۰۱۶ منتشر شد. از بازیگران آن می‌توان به کیگان-مایکل کی اشاره کرد.

## خلاصه داستان
دو دوست تصمیم می‌گیرند تا گربه خانگی شان را که به سرقت رفته را دوباره بدست آورند. آنها برای انجام اینکار خود را به جای دو خلافکار حرفه ای جا می‌زنند.